# میرزا احمدخان فاتح‌الملک
میرزا احمدخان فاتح الممالک از سیاستمداران ایرانی بود، که در دوره دوم بعنوان نماینده اصفهان در مجلس شورای ملی حضور داشت.